# Graphviz

显示了美国大陆48个州间连接关系的无向图

Graphviz （英文：Graph Visualization Software的缩写）是一个由AT&T实验室启动的开源工具包，用于绘制DOT语言脚本描述的图形。它也提供了供其它软件使用的函式庫。Graphviz是一个自由软件，其授权为Eclipse Public License。其Mac版本曾经获得2004年的苹果设计奖。

## 构架
Graphviz由一种被称为DOT语言的图形描述语言 与一组可以生成和/或处理DOT文件的工具组成：
dot一个用来将生成的图形转换成多种输出格式的命令行工具。其输出格式包括PostScript，PDF，SVG，PNG，含注解的文本等等。
neato用于sprint model的生成（在Mac OS版本中称为energy minimized）。
twopi用于放射状图形的生成
circo用于圆形图形的生成。
fdp另一个用于生成无向图的工具。
dotty一个用于可视化与修改图形的图形用户界面程序。
lefty一个可编程的(使用一种被EZ影响的语言)控件，它可以显示DOT图形，并允许用户用鼠标在图上执行操作。Lefty可以作为MVC模型的使用图形的GUI程序中的视图部分。

## 应用
- GraphViz - MediaWiki的Graphviz扩展。
- OmniGraffle 5 使用了Graphviz引擎作为自动生成图形的方式。